# Seymour Reit
Compléments
créateur de Casper le gentil fantôme
Seymour Reit, né le 11 novembre 1918 à New York et mort le 21 novembre 2001 dans cette même ville, est un scénariste et animateur de dessins animés, auteur de romans pour la jeunesse et pour adultes. Il est connu pour avoir créé le personnage de Casper le gentil fantôme avec Joe Oriolo.

## Biographie
Seymour Reit naît le 11 novembre 1918 à New York. Après des études à l'université de New York (où il illustre le journal étudiant), il part à Miami et travaille pour les studios Fleischer comme intervalliste et scénariste. Il écrit des gags pour Popeye et Betty Boop. En 1940, il crée Casper le gentil fantôme avec le dessinateur Joe Oriolo. Deux versions de cette création s'affrontent. Selon Reit, il aurait créé seul le personnage et Oriolo n'aurait fait qu'esquisser l'apparence de Casper. L'autre version est une création commune. Quoi qu'il en soit, les droits de Casper sont vendus aux studios Fleischer pour 200 $ et les deux artistes perdent tous leurs droits.  Durant la Seconde Guerre mondiale, il est affecté à une unité de camouflage sur la côte Ouest puis il est envoyé en Europe quelque temps après le débarquement. Après-guerre, Reit scénarise des comics d'Archie et de Little Lulu et pour les studios Fleisher écrit des gags pour les dessins animés de Casper. À partir de la fin des années 1950, Reit écrit aussi pour le magazine Mad. En plus d'écrire des scénarios pour des comics ou des dessins animés, Seymour Reit écrit plus de 80 romans pour la jeunesse et plusieurs livres pour adultes. Il meurt le 21 novembre 2001 à New York